# Chiesa di Santa Maria de Lebeña
La chiesa di Santa María di Lebeña è una chiesa preromanica in stile mozarabico nella regione autonoma spagnola della Cantabria. La chiesa risale al X secolo. Il 27 marzo 1893 è stata dichiarata "Bene d'interesse culturale".

## Località
La chiesa si trova nel comune di Cillorigo de Liébana, subito fuori la frazione di Lebeña sulla riva del Deva, a sud della gola della Hermida, ai piedi del Picos de Europa.

## Storia

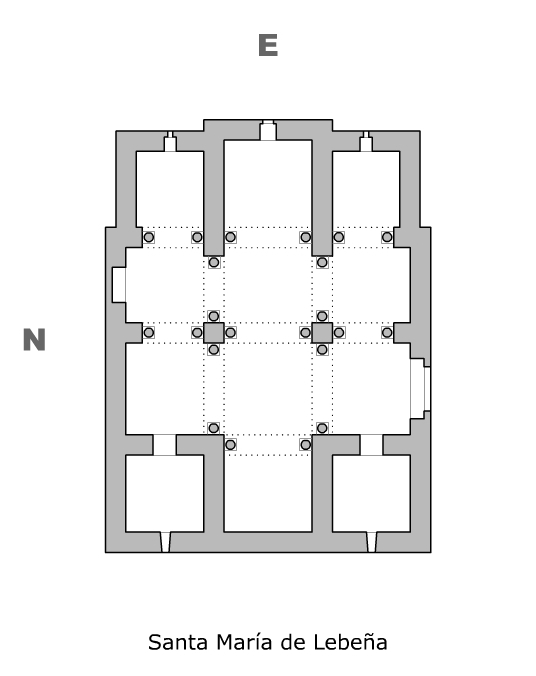
Pianta della chiesa

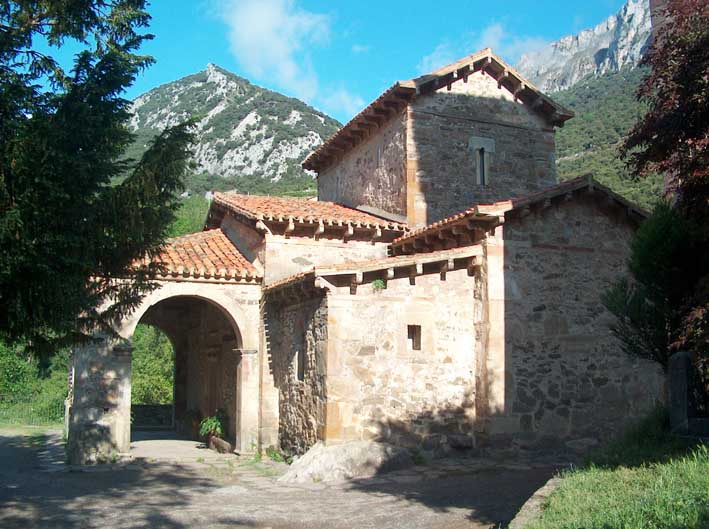
Vista della chiesa da sudest

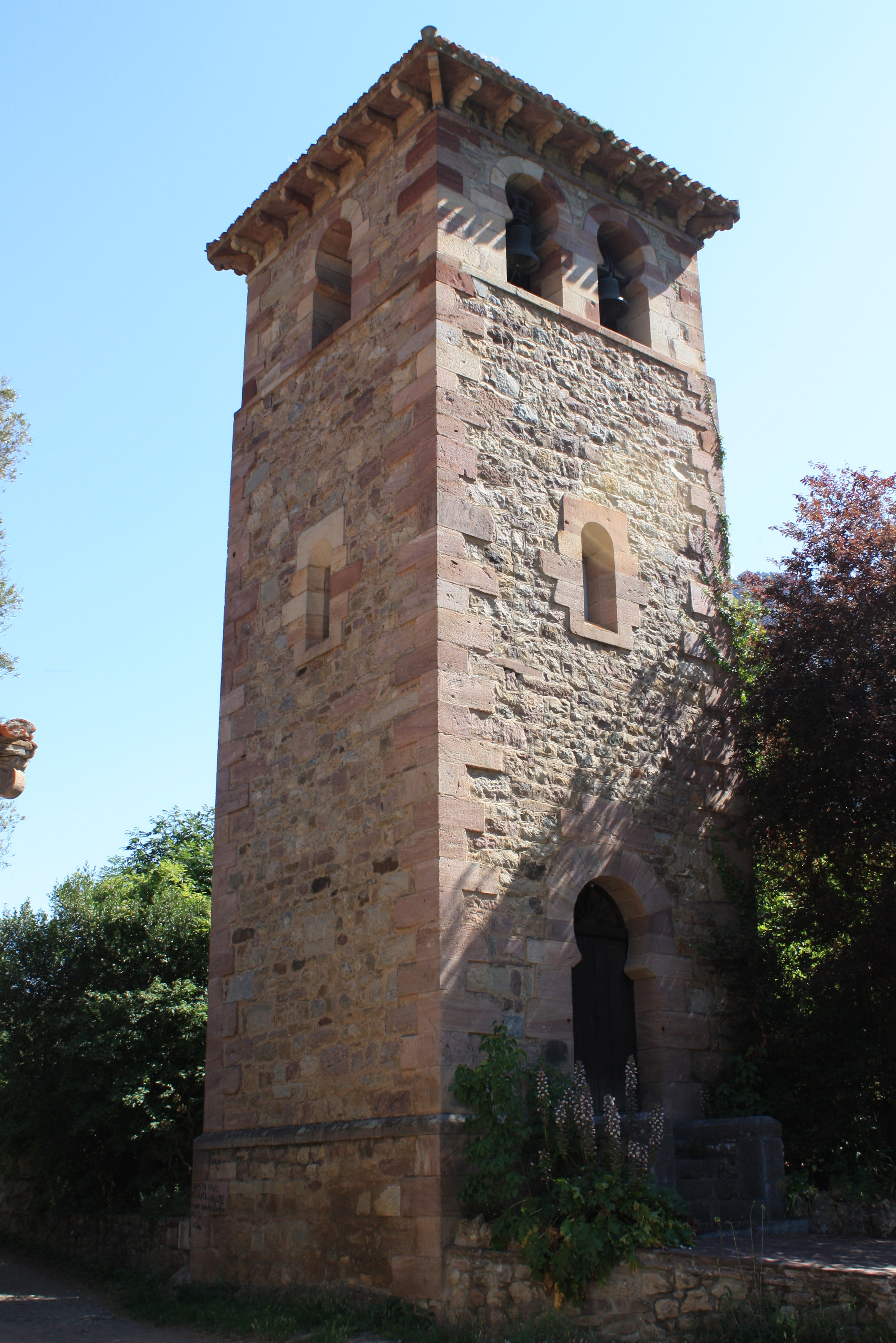
Torre campanaria

Già pochi anni dopo l'occupazione araba della Penisola iberica, il territorio di Liébana fu riconquistato dal re asturiano Alfonso I e ripopolato.
A circa dodici chilometri da Santa María de Lebeña, nel monastero di Santo Toribio de Liébana visse dal 756 al 768 il monaco Beato di Liébana, il redattore di un riccamente illustrato e più volte copiato manoscritto, commentario sull'Apocalisse di Giovanni. Dal cartulario di questo monastero emerge, che il conte Alfonso di Liébana e la sua consorte Justa, fecero erigere una chiesa dedicata a sette santi patroni: san Martino di Tours, santa Prisca romana, alle sante Giusta e Rufina, al Salvatore e a Maria, madre di Gesù. I fondatori arredarono riccamente la chiesa con costosi arazzi e manoscritti. Poiché non vi sono date attendibili circa la costruzione della chiesa, essa daterebbe tra il 924 e il 959, nel periodo in cui il conte e la sua consorte erano ancora in vita.
Un tasso e un ulivo che stanno vicino alla chiesa potrebbero, grazie alla loro età, essere stati piantati al momento della posa delle basi della chiesa; in Spagna, infatti, c'era la tradizione di piantare un tasso al momento della fondazione di una chiesa. Due patrono della chiesa, Giusta e Rufina, erano martiri di Siviglia, il che fa supporre, che anche i fondatori della chiesa provenissero dall'Andalusia, forse dalla stessa Siviglia, e che fossero immigrati mozarabi.
Fin dal XVI secolo la chiesa funse da parrocchia di Lebeña. La torre campanaria isolata fu eretta nel XX secolo. Anche il portale sud e la sacrestia sul lato settentrionale sono edifici sorti più tardi.

## Architettura

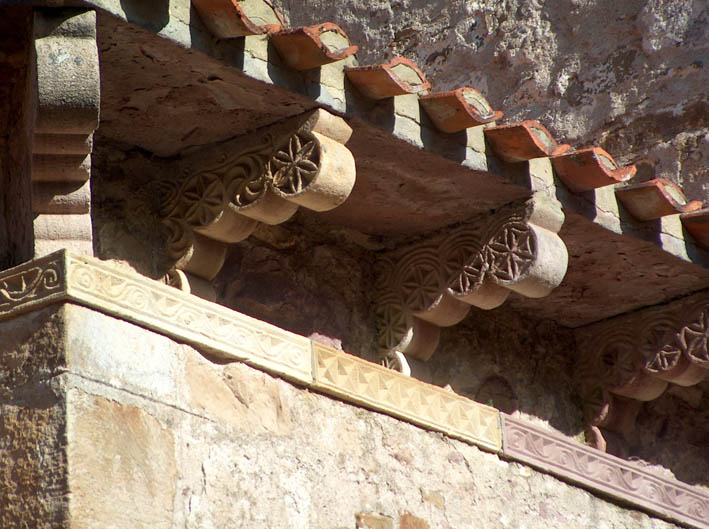
Mensole a sostegno del cornicione

L'edificio è stato costruito in pietra impastata con malta e presumibilmente, all'inizio, doveva essere intonacata. Gli angoli sono rinforzati con grosse pietre squadrate con precisione. Sotto l'attaccatura del tetto corre una cornice con sottili fregi a motivi geometrici. Gli ampi cornicioni sporgenti poggiano su mensole, sulle quali, come nella cappella di San Miguel de Celanova, sono rappresentate svastiche e rosette. Come nelle chiese di stile mozarabico, l'ingresso si trova sul lato sud.

### Interno

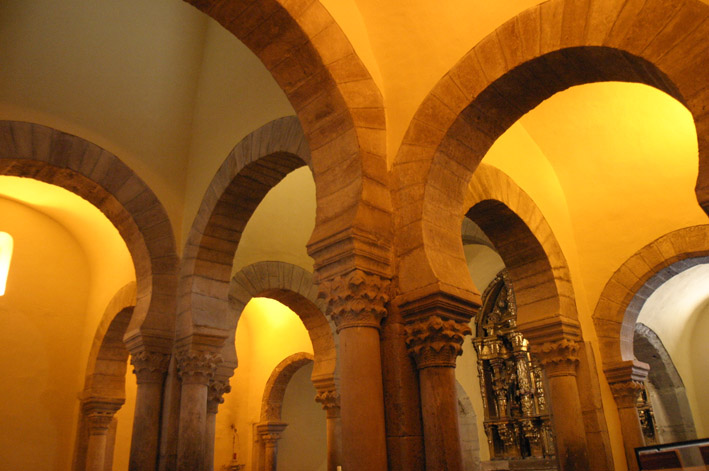
Arco a ferro di cavallo su pilastri, colonne e capitelli corinzi

La chiesa è a tre navate, divisa in dodici spazi quadrati, coperti da volte a botte. Le campate delle navate laterali hanno volte a botte, le altre parti dell'edificio portano lunghe travi.
Le due campate della navata centrale superano – come la crociera di Santa Comba de Bande, in Galizia, o Santiago de Peñalba, in Castiglia e León - sono interrotte dalle finestre del cleristorio. Nella navata centrale quadrata si chiudono ad est tre absidi: quella centrale, la maggiore, è quadratica, quelle laterali hanno una pianta trapezoidale.
La campata orientale della navata centrale è soprelevata di un gradino e delimitata come presbiterio.

### Colonne e capitelli
Archi a ferro di cavallo collegano fra loro gli spazi interni. Essi poggiano su massicci pilastri con colonne. Resti di stucco sulle basi fanno presumere, che le colonne fossero una volta colorate. I fusti monolitici sostengono capitelli corinzi, che sono decorati con due o tre ordini di foglie stilizzate e circondati da trecce. I telamoni presentano un profilo concavo.

### Altari

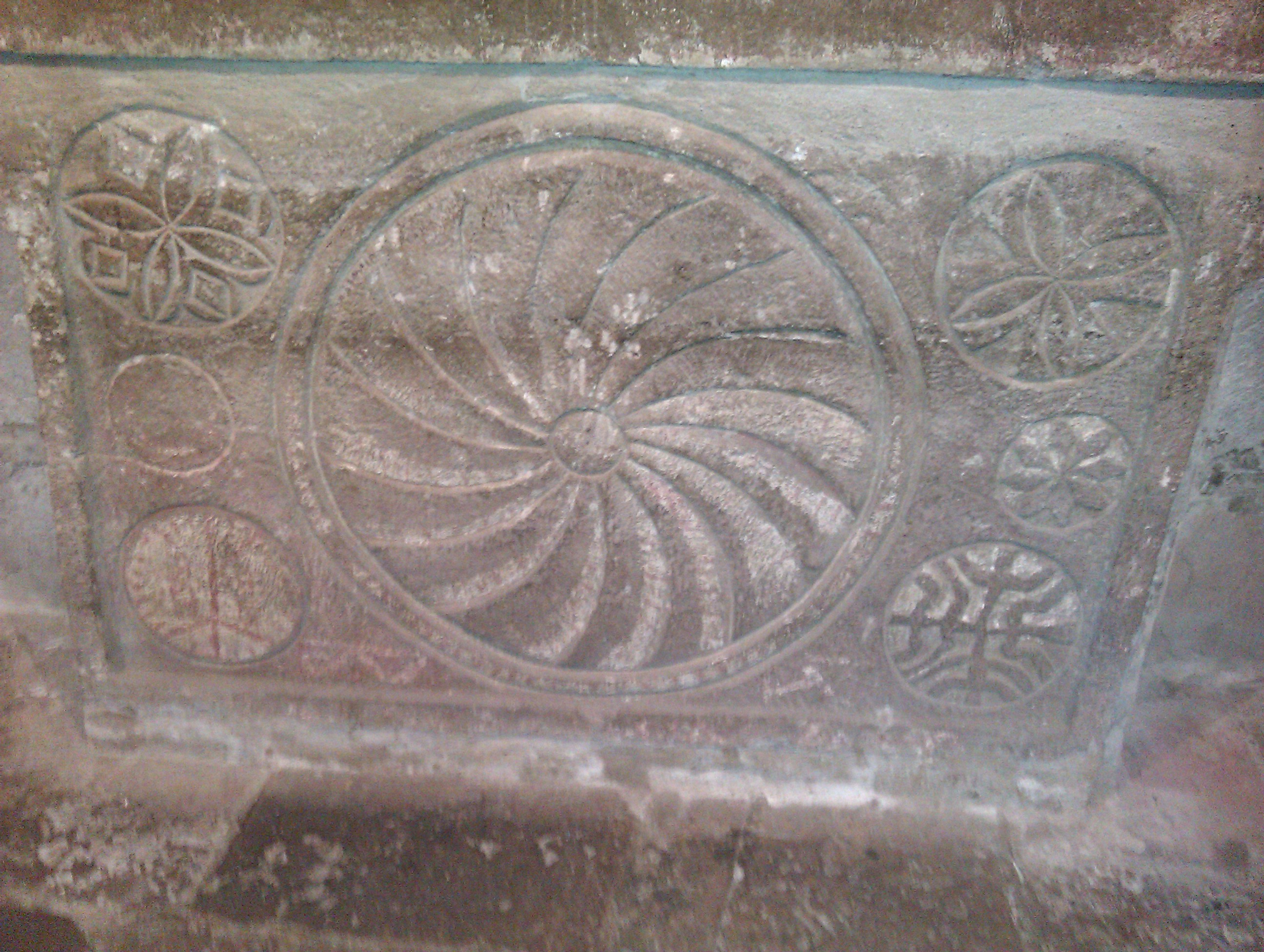
Piastra dell'altare

Sulla parte frontale dell'altare si trova una lastra in pietra alta circa un metro e lunga 1,75 metri, che mostra in centro una grossa ruota solare. Da entrambe le parti vi sono incisi tre cerchi inscritti in motivi floreali e linee ad onda.
Fino al 1971 questa lastra stava con il lato anteriore sul pavimento e fungeva da gradino dell'altare. A causa dei simboli enigmatici scolpiti su di essa vi sono supposizioni, che essa abbia avuto origine in tempi pre-cristiani.